# Trophée des champions 2019
Navigation
Shenzhen 2018 Lens 2020
L'édition 2019 du Trophée des champions est la 43e édition du Trophée des champions et se déroule le 3 août 2019 au stade du centre sportif universitaire de Shenzhen à Shenzhen en Chine. Il s'agit de la troisième édition disputée en Asie et en Chine après l'édition 2014 et celle de édition 2018.
Les règles du match sont les suivantes : la durée de la rencontre est de 90 minutes, puis, en cas de match nul, les deux équipes se départageront directement lors d'une séance de tirs au but.
Trois remplacements sont autorisés pour chaque équipe.
Le match oppose le Paris Saint-Germain, vainqueur de la Ligue 1 2018-2019, au Stade rennais FC, vainqueur de la Coupe de France 2018-2019 et se conclut sur la victoire du Paris SG sur le score de 2-1.

## Feuille de match
| Trophée des champions                                        | Paris Saint-Germain       | 2 - 1   | Stade rennais FC | Stade du centre sportif universitaire, Shenzhen, Chine                  |                                                                         |
| Samedi 3 août 2019 19 h 30 (UTC+8) (13 h 30 heure française) | Mbappé 57e · Di María 73e | (0 - 1) | 13e Hunou        | Spectateurs : 22 045 Diffuseur : BeIn Sports Arbitrage : Benoît Bastien | Spectateurs : 22 045 Diffuseur : BeIn Sports Arbitrage : Benoît Bastien |
| Samedi 3 août 2019 19 h 30 (UTC+8) (13 h 30 heure française) | Rapport                   |         |                  | Spectateurs : 22 045 Diffuseur : BeIn Sports Arbitrage : Benoît Bastien | Spectateurs : 22 045 Diffuseur : BeIn Sports Arbitrage : Benoît Bastien |

| Paris | Rennes |

| Gardien de but | 16 | Alphonse Areola |       |     |
|                | 12 | Thomas Meunier  | 7e    | 80e |
|                | 04 | Thilo Kehrer    |       |     |
|                | 22 | Abdou Diallo    |       |     |
|                | 14 | Juan Bernat     | 23e   |     |
|                | 05 | Marquinhos      |       | 78e |
|                | 21 | Ander Herrera   |       | 61e |
|                | 06 | Marco Verratti  |       |     |
|                | 19 | Pablo Sarabia   | 90e   |     |
|                | 07 | Kylian Mbappé   | 90+3e |     |
|                | 09 | Edinson Cavani  |       |     |
| Remplaçants :  |    |                 |       |     |
| Gardien de but | 01 | Kevin Trapp     |       |     |
|                | 02 | Thiago Silva    |       | 80e |
|                | 31 | Colin Dagba     |       |     |
|                | 20 | Layvin Kurzawa  |       |     |
|                | 37 | Arthur Zagré    |       |     |
|                | 08 | Leandro Paredes |       | 78e |
|                | 11 | Ángel Di María  | 74e   | 61e |
| Entraîneur :   |    |                 |       |     |
| Thomas Tuchel  |    |                 |       |     |

| Gardien de but | 40 | Tomáš Koubek        |       |     |
|                | 17 | Faitout Maouassa    |       |     |
|                | 03 | Damien Da Silva     |       |     |
|                | 26 | Jérémy Gélin        |       |     |
|                | 21 | Jérémy Morel        |       |     |
|                | 12 | James Léa Siliki    | 72e   | 84e |
|                | 18 | Eduardo Camavinga   |       |     |
|                | 20 | Flavien Tait        |       |     |
|                | 08 | Clément Grenier     |       |     |
|                | 14 | Benjamin Bourigeaud | 45+2e | 68e |
|                | 23 | Adrien Hunou        |       | 46e |
| Remplaçants :  |    |                     |       |     |
| Gardien de but | 01 | Romain Salin        |       |     |
|                | 04 | Gerzino Nyamsi      |       |     |
|                | 31 | Sacha Boey          |       | 46e |
|                | 06 | Jakob Johansson     |       |     |
|                | 22 | Romain Del Castillo |       | 84e |
|                | 34 | Yann Gboho          |       | 68e |
|                | 32 | Lucas Da Cunha      |       |     |
| Entraîneur :   |    |                     |       |     |
| Julien Stéphan |    |                     |       |     |

| Assistants : Frédéric Haquette Hicham Zakrani Quatrième arbitre : Mikaël Lesage Délégué principal : Arnaud Rouger Délégué assistant : Bernard Docquiert Homme du Match : Kylian Mbappé |